# الاحتجاجات العراقية 2013
الاحتجاجات العراقية 2013 كانت حركة شعبية نشطت في المناطق ذات الاغلبية السنية من العراق مثل الرمادي وصلاح الدين والموصل وكركوك وتبعتها مناطق متفرقة من بغداد مثل الأعظمية والدورة وكذلك في ديالى وطالب المتظاهرون خلالها باطلاق سراح المعتقلين والمعتقلات في السجون العراقية وايقاف نهج الحكومة الذي وصفوه بال«طائفي» والغاء المادة 4 ارهاب وقانون المساءلة والعدالة من الدستور العراقي وانشاء اقليم «سني» لاحقاً تحولت المطالب إلى اسقاط النظام الحاكم ذي الاغلبية الشيعية وايقاف ماوصفوه بالتدخل الإيراني في العراق اعقبت هذه الاحتجاجات اشتباكات مسلحة في المناطق التي حدثت فيها التظاهرات بين قوات الجيش العراقي والشرطة من جهة ومسلحين سنة ينتمون إلى هذه المناطق من جهة أخرى

## التسلسل الزمني
انطلقت هذه الاعتصامات في اواخر شهر ديسمبر من العام 2012 في مدينة الأنبار غربي العراق اعقاب قيام قوة امنية بمحاصرة منزل وزير المالية العراقي من القائمة العراقية رافع العيساوي واعتقال افراد من حمايته

### الجمعة 21 ديسمبر 2012
كان اعتقال افراد حماية العيساوي ومداهمة منزله سبباً مباشراً للدعوة إلى التظاهر ضد الحكومة من قبل زعماء القائمة العراقية حيث خرج بضعة الاف من المتظاهرين إلى شوارع الأنبار بعد صلاة الجمعة وقام المتظاهرين باغلاق الطريق السريع في الفلوجة وطالب زعماء سنة بمحاسبة القوات التي قامت بمداهمة منزل العيساوي وايقاف استهداف الرموز السنة

### الأربعاء 26 ديسمبر 2012
بتاريخ الأربعاء 26 ديسمبر 2012 خرج عشرات الالاف من المتظاهرين السنة متوجهين إلى الطريق التجاري الدولي بين العراق والأردن وسوريا وقاموا باغلاقه وهم يهتفون باسقاط النظام ويرفعون علم العراق السابق الذي يحتوي على النجمات الثلاثة والذي تم تغييره اعقاب سقوط نظام صدام حسين في 2003 وقد شارك في التظاهر مجموعة من الزعماء السنة بينهم رافع العيساوي وزير المالية الذي القى كلمة اثناء الاعتصام وفي سامراء نظمت مجاميع قليلة اعتصاماً يؤيد التظاهرات في الأنبار في نفس اليوم اصدر الزعيم الشيعي مقتدى الصدر بيانا عبر فيه عن دعمه للاحتجاجات وإنه يرفض سياسات المالكي الطائفية

### الخميس 27 ديسمبر 2012
واصل الالاف من المحتجين اعتصامهم في الأنبار على الطريق الدولي بين العراق والأردن ولليوم الخامس على التوالي حيث شارك مايقرب 200 الف محتج في التظاهرة بتاريخ الخميس 27 ديسمبر 2012 وشهدت الاحتجاجات رفع العلم العراقي السابق ورفع شعارات تطالب باسقاط النظام والقى الشيخ علي حاتم سليمان شيخ عشائر الدليم كلمة في الجموع حيث حذر حكومة المالكي من أن السنة قد يلجأون إلى العنف ضدها في حال لم تنفذ مطالبهم وان معركتهم ستنتقل إلى بغداد قريباً وفي مدينة الموصل قامت مجاميع بتنظيم احتجاج صغير دعماً لمتظاهري الأنبار

### الجمعة 28 ديسمبر 2012
نزل الاف السنة إلى شوارع الأنبار بتاريخ الجمعة 28 ديسمبر 2012 وقامو باغلاق الطرق الرئيسية التي تربط العراق بالأردن وسوريا واعلنوا انهم لن يغادروا المكان حتى سقوط نظام المالكي وقد قامت مجاميع منهم بحرق العلم الإيراني حيث يتهم المتظاهرين المالكي بالولاء إلى إيران وتهميشهم بعد ان كان السنة هم المسيطرين في العراق خلال حكم الرئيس العراقي الراحل صدام حسين مما يجعل الشراكة مع الطوائف الأخرى وكانها تهميش لهم ولعلمائهم وفي سامراء والموصل خرجت تظاهرات مؤيدة لتظاهرات الأنبار ردد فيها المعتصمون هتافات تطالب باسقاط النظام وفي نفس اليوم ظهر رئيس الوزراء العراقي نوري المالكي في مؤتمر تحت مسمى «مؤتمر المصالحة والسيادة الوطنية» وهو يدعو إلى الحوار وليس من المقبول أن نعبر عن الآراء بقطع الطرق وإثارة الفتن والطائفية والاقتتال والجعجعة بالحرب والتلويح بتقسيم العراق

### الأحد 30 ديسمبر 2012
استمر المحتجون السنة في الأنبار باحتجاجهم على الطريق الرئيسي بين العراق والأردن وهم يغلقون الطريق منذ اسبوع كامل وكان وصول نائب رئيس الوزراء العراقي صالح المطلك ابرز الأحداث حيث لم يلقَ المطلك ترحيباً أو حفاوة عند وصوله إذ قام المتظاهرين برشقه بالحجارة والهتاف ضده بعد ان حاول ان يلقي كلمة لهم مما جعل افراد حمايته يفتحون النار على المتظاهرين في محاولة لتفريقهم مما ادى إلى اصابة اثنين من المتظاهرين وفي مساء نفس اليوم ظهر المالكي في لقاء تلفزيوني عبر قناة الجزيرة وقال ان اجندات اجنبية تقف خلف التظاهرات وطالب المتظاهرين بالعودة إلى منازلهم قائلاً ان الرسالة التي كانوا يريدون نقلها وصلت وان هذا يكفي حتى لا تتعقد الامور

### الاثنين 31 ديسمبر 2012
استمرت الاحتجاجات لليوم السابع حيث تظاهر أكثر من 1000 شخص في مدينة سامراء واستمرت المظاهرات في الرمادي مركز الاحتجاجات وفي الموصل خرج حوالي 500 شخص إلى الشوارع مطالبين باسقاط النظام واقامة اقليم «سني» في العراق وفي جنوب ووسط العراق حدثت أعمال عنف وتفجيرات عديدة في المناطق ذات الاغلبية الشيعية حيث قتل أكثر من 25 شخصا ًواصيب 87 اخرين بجروح واستهدفت الانفجارات بشكل خاص الزائرين المتوجهين سيرا على الاقدام إلى كربلاء في ذكرى الأربعين وقد اعتبرت تنظيمات مسلحة ان هذه الانفجارات تاتي رداً على عدم تنفيذ مطالب المتظاهرين السنة وقام مسلحين مجهولين باطلاق النار على نقطة تابعة للجيش العراقي في الفلوجة وقتل من فيها وفي مساء نفس اليوم حذر رئيس الوزراء العراقي نوري المالكي المتظاهرين من وجود أجندات أجنبية وراء احتجاجاتهم التي وصفها بانها غير دستورية وقال المالكي لقد صبرنا عليكم كثيرا ولا تتوقعوا أن المسألة مفتوحة وكذلك اوضح موافقته على الإفراج عن المعتقلات

### السبت 5 يناير 2013
بتاريخ السبت 5 يناير 2013 أعلن نائب الرئيس السابق للعراق صدام حسين المفقود عزة الدوري دعمه وتاييده للانتفاضة السنية في الأنبار وذلك في كلمة مصورة بثتها قناة العربية السعودية واضاف هذا التهديد مخاوف لدى الأوساط العراقية من ان حزب البعث المحضور في العراق هو المحرك الرئيسي للاحتجاجات وفي نفس السياق اصدر رجل الدين الشيعي مقتدى الصدر بياناً اوضح فيه انه في حال لم تستطع الحكومة ملاحقة الدوري واتباعه فان رجاله سيقومون بتلك المهمة وطالب محتجي الأنبار بالتنصل عنه لانه من عملاء الغرب وأمريكا.

### الاثنين 7 يناير 2013
خرج آلاف المحتجين في شوارع مدينة الموصل شمال غرب العراق وقامت قوات الأمن العراقية أعيرة نارية في الهواء أثناء محاولة مئات المحتجين التجمع في ساحة الأحرار بالموصل واكد مسؤولين ان عجلات قوات الأمن قامت بدهس أحد المتظاهرين واستخدمت الهراوات لتفريقهم فيما استمرت التظاهرات في الأنبار حيث خرج خمس الاف شخص إلى الشوارع في احتجاجات

### الثلاثاء 8 يناير 2013
خرج 7000 متظاهر في مدن العراق الجنوبية وهي كربلاء وبابل في مظاهرات مؤيدة لنظام المالكي وهم يلوحون بصوره مع لافتات تؤيد الأحزاب الشيعية في الحكومة فيما قاطع وزراء القائمة العراقية والأكراد جلسة مجلس الوزراء لابداء تأييدهم للاحتجاجات التي تندد بالحكومة

### الأربعاء 9 يناير 2013
اعلنت الحكومة العراقية اغلاقها لمعبر طريبيل على الحدود العراقية مع الأردن الواقع في محافظة الأنبار وبررت ذلك بان العمل توقف تماما ولا تمر من المعبر أي شاحنات أو سيارات ركاب وان المسؤولين عند البوابة لا يعملون وذلك بسبب اغلاق المحتجين السنة الطريق الرئيسي الواصل إلى المعبر

### الجمعة 15 فبراير 2013
بعد ان نادى بعض زعماء الاعتصامات في الأنبار والموصل وسامراء بتوجه المتظاهرين إلى بغداد للتظاهر فيها يوم الجمعة التي سميت تحت عنوان جمعة بغداد صبراً الا انهم اعلنوا لاحقاً عدولهم عن الذهاب إلى بغداد درءاً للفتنة كما وصفوها فيما واصل المحتجين تظاهرهم التي تستمر منذ 50 يوما في ساحات الأنبار والموصل وسامراء وسط اجراءات امنية مشددة من قوات الجيش العراقي

### احداث الحويجة
على خلفية طائفية الجيش وعدوانيته تجاه المتظاهرين السنة قام مسلحو الجيش العراقي بفرض الحصار الجائر منذ 18 أبريل لاجهاد المتظاهرين ومنعهم من المقاومة والاستمرار بالتظاهر وبعد عدة محاولات لاقتحام الساحة بائت بالفشل وزيارة أحد أعضاء البرلمان العراقي إلى الساحة بادعاء الاطمئنان على المعتصمين وقد تم تفتيش الخيام ووجدت فقط بندقيتين من اجل الحماية اما بقية المتظاهرين فكانوا يحملون العصي في حال وجود مخرب لا أكثر ويوجد تصوير للحادثة تبين ما حدث في الحويجة حيث قام الجيش العراقي في 23 أبريل باطلاق النار على المعتصمين بعد الحصار ومنع الجميع من الدخول والخروج وكذلك اخلاء المنازل القريبة من السكان مما اخلف عن اصابة 70-200 بين قتيل وجريح في ساحة الغيرة والشرف في مدينة الحويجة فجر يوم الثلاثاء 23 ابريل 2013 وبعد مهاجمة ساحة التظاهر والاشتباك مع المعتصمين اكدت السلطات انه كان بحوزتهم اسلحة ولكن التسجيل المصور للحادثة يبين ان المعتصمين عزل ولم يرفعوا أي سلاح باتجاه الجيش والقوات الامنية وقامت القوات الامنية بمنع سيارات الإسعاف من الوصول إلى الجرحى واعدمت الكثير منهم ممن حاولوا الفرار وتم اعتقال مايقرب 93 شخصا بعد ساعات قليلة من الهجوم وبعد المجزرة قامت القوات الامنية بتخريب سيارات المعتصمين واحراقها وقد اعلنت وزارة الدفاع عن ضبطها كميات كبيرة من الاسلحة والعتاد كانت مخبأة في خيام المعتصمين ومنها قذائف صاروخية وبنادق واسلحة ثقيلة وخفيفة أخرى ولكن دون مصادر تذكر حيث يظهر في تصوير الحادثة ان الجيش بدأ بحرق الخيام قبل اطلاق الرصاص الحي على المتظاهرين السلميين الذين لم يبدوا أي مقاومة
وعلى خلفية الحادثة قامت القيادات السنية باصدار اوامر بمواجهة الجيش والتصدي للقوات الامنية وبدأت بهجمات متفرقة في مختلف المناطق من شمال غربي وغرب العراق وكذلك في مدينة الحويجة على نقاط ودوريات الجيش والشرطة وقالت وزارة الدفاع العراقية ان مسلحين اطلقوا النار على رتل عسكري للجيش بالقرب من ساحة الاعتصام في الرماي الواقعة على الخط السريع خارج المدينة واحرقو عجلتين من طراز هامفي فيما قتل مالا يقل عن 13 مسلحاً مع افراد من الجيش اثناء اشتباكات في كركوك فيما قتل اربع جنود ومسلحين في هجوم على دورية للجيش في إحدى قرى طوز خورماتو فيما اكدت القوات الامنية ان المسلحين يستخدمون المساجد للتحشيد والتعبئة قبل الاشتباك دون دليل يذكر

### الأربعاء24 ابريل2013
على خلفية احداث الحويجة حدثت اشتباكات عنيفة بين مسلحين من ماتم تسميته ب«جيش العشائر» الذي شكله المعتصمين السنة وقوات الأمن العراقية ادت إلى مقتل واصابة ما لايقل عن 30 حيث قام المسلحين بالسيطرة على مركز شرطة وقاعدة عسكرية تابعة للجيش في منطقة سليمان باك واحرقو حسينية شيعية قبل ان تقوم القوات الجوية بشن غارة جوية ادت إلى مقتل مالايقل عن 18 مسلحاً واصابة اخرين بالرغم من ذلك فقد فرض المسلحين سيطرتهم على المدينة فيما قتل 5 جنود خلال الاشتباكات اما في تكريت فقد ادى كمين لرتل عسكري للجيش استخدم فيه قنابل حرارية وقذائف صاروخية إلى مقتل ثلاث جنود و4 مسلحين وقتل 3 جنود اخرون في اشتباك في محافظة ديالى في وقت لاحق حدثت اشتباكات عنيفة في مدينة الموصل شمال البلاد حينما شن المسلحون هجمات متفرقة على مراكز الشرطة والقواعد العسكرية للجيش ما ادى إلى مقتل 3 من الشرطة واربعة جنود من الجيش وسيطروا على اجزاء كبيرة من غرب المدينة واستولوا على مركز للشرطة فيها

### الخميس25 ابريل2013
اعلنت القوات العسكرية العراقية عن استعادة سيطرتها على المناطق الغربية من مدينة الموصل التي سيطر عليها المسلحين السنة بعد محاصرة مركز شرطة كان قد سيطر عليه المسلحين واحتجزوا فيه 17 رهينة من قوات الشرطة ولقى 31 مسلحاً حتفهم خلال الاشتباكات في انحاء المدينة فيما قتل 15 شرطي بالاشتباكات وفي سلمان باك التي سيطر عليها المسلحين فقد حاصرت القوات الامنية المدينة وطوقتها بالدبابات والعجلات العسكرية وامهلت المسلحين 48 ساعة لتسليم أنفسهم واسلحتهم والا تم الهجوم عليهم بعد ساعات قليلة من الحصار توصل الطرفين إلى اتفاق يقضي بانسحاب كامل للمسلحين من المدينة حيث تمكنت العشائر المتواجدة في المنطقة من عقد اتفاق بين الطرفين للحل السلمي وإخراج كل المسلحين من المنطقة وتسليمها لقوات الجيش والامن العراقية واكدت القوات الامنية ان هنالك منازل وسيارات تم تفخيخها في المدينة من قبل المسلحين وسيتم العمل على تفكيكها من قبل وحدات مكافحة الإرهاب

### الجمعة26 أبريل2013
خرجت مظاهرات حاشدة في المناطق «السنية» تحت عنوان «جمعة حرق المطالب» في إشارة إلى تحول المطالب من السلمية إلى الصراع العسكري حيث أعلن خطيب جمعة الرمادي عن تشكيل جيش تحت اسم «جيش العزة والكرامة» موضحين ان مهمته الدفاع عن «أهل السنة» في العراق وان هذا الجيش سيعتمد على العشائر في اعداده وتسليحه فيما خرج خطيب الفلوجة مرتدياً الزي العسكري وهو يطالب المحتجين ب«الثأر لدماء الحويجة» في إشارة إلى القتال ضد الحكومة العراقية وتعرضت عدة نقاط ومراكز تفتيش للجيش والشرطة العراقية إلى هجمات مختلفة بعبوات ناسفة أو بقذائف ار بي جي من قبل مسلحي اسمو أنفسهم بجيش العشائر

### الأحد28 أبريل2013
اعلنت الحكومة العراقية صباح يوم الأحد عن اغلاق مكاتب 10 قنوات تلفزيونية في العراق ومنعها من تغطية أي احداث في البلاد لتحريضها على العنف والطائفية على حد وصفهم وشمل هذا القرار اغلب القنوات التي غطت احداث الاحتجاجات العراقية منذ اندلاعها في نهاية 2012 ومنها الشرقية والجزيرة وبغداد والبابلية وصلاح الدين والانوار 2 والتغيير والفلوجة والغربية وقتل صباح اليوم الأحد 5 جنود من الجيش العراقي بالقرب من ساحة الاعتصام في الرمادي برصاص مسلحين من مايسمى «جيش العزة والكرامة» فيما امهلت القوات الامنية المعتصمين 48 ساعة لتسليم قتلة الجنود الخمسة والا تم الهجوم على الساحة وإخراجهم بالقوة

### الاثنين29 أبريل2013
طرح أسامة النجيفي رئيس البرلمان العراقي مبادرة لحل الازمة الحالية ومنع دخول البلاد في حرب اهلية دعا فيها إلى استقالة الحكومة العراقية الحالية التي يراسها نوري المالكي وحل البرلمان واجراء انتخابات برلمانية مبكرة فيما اصيب ثلاث جنود وقتل اثنين اخرين في اشتباك مع مسلحين في الموصل وقتل جندي واصيب اخر اثناء قيامهما بدوية في منطقة المدائن حينما اصابهم قناص فيما تحشدت القوات الامنية في مدن وانحاء الاتبار وقامت بحملات دهم وتفتيش في مختلف مناطقها بحثاً عن المسلحين وحدث اشتباك بين العمليات الخاصة «سوات» ومسلحي عشائر البو علوان بعد مهاجمتهم لمنزل أحد وجهاء القبيلة بحثاً عن مشتبه به يعتقد انه كان ضيفاً لديه

### الثلاثاء30 ابريل2013
صرح مفتي الديار العراقية رافع الرفاعيان الحكومة تريد ايقاظ الفتنة في محافظات العراق وانها تستهدف الرموز لكي تركع الجماهير وقال كذلك ان اعتقال الدكتور محمد طه حمدون ليس بالامر الهين وهذه هي الشرارة الأولى. تكذيبا لما ذكرته الحكومة في ان الإغلاق سيستمر 48 ساعة..اكد المشرف العام على منفذ طريبيل اللواء قاسم التميمي ان منفذ طريبيل الحدودي مع الأردن تم اغلاقه. هيومن رايتس ووتش تطالب هيئة الاعلام العراقية بالتراجع فورا عن قرار غلق القنوات الفضائية. نائب رئيس مجلس محافظة الأنبار سعدون الشعلان ينفي وجود اتفاق لتفتيش ساحة اعتصام الرمادي. انفجارات واطلاق نار كثيف في امرية المواقع الواقعة شمال تكريت.

## نتائج التظاهرات

### الإفراج عن معتقلات
استجابة لمطالب المتظاهرين اعلنت الحكومة العراقية افراجها عن 12 معتقلة في سجونها وكذلك اصدرت قرار بانه يمكن للمعتقلات غير المفرج عنهن قضاء فترة الحكم المتبقية في محافظاتهن الاصلية وجاء ذلك بعد مطالبات بالإفراج عن المعتقلات في السجون العراقية من قبل المتظاهرين
فيما اعلنت قيادة شرطة الأنبار في يوم الجمعة 15 فبراير 2013 عن اطلاق سبع نساء معتقلات من اهالي المحافظة من سجن الرمادي المركزي وفق امر قضائي تم تنفيذه وتسليم المفرج عنهن إلى ذويهم

### تاسيس جيش المختار
على خلفية موجة التظاهرات أعلن واثق البطاط الأمين العام لحزب الله في العراق عن تشكيل قوة شعبية مناطقية تدعم توجهات الحكومة في محاربة الفساد وتنظيم القاعدة على حد وصفهم تحت اسم جيش المختار وجاء ذلك خلال مؤتمر صحفي عقده في بغداد يوم الاثنين 4 شباط 2013 واعلن كذلك ان جيشه ليس ضد المظاهرات التي تشهدها المحافظات العراقية لكنه ضدّ استغلالها من قبل التنظيمات الإرهابية وعقب هذا الإعلان ردود افعال مستاءة من قبل القائمة العراقية والتي نددت بتاسيس هذه الحركة معتبرة انها محاولة لإثارة العنف الطائفي في البلاد وفي تاريخ الأربعاء 6 شباط اعلنت الحكومة العراقية اصدارها مذكرة اعتقال بحقه كونه يهدد السلم الاهلي

### الهجوم على سجن التاجي
على خلفية التظاهرات قامت المسلحين من جماعة دولة العراق الإسلامية بشن هجوم مسلح بتاريخ الثلاثاء 5 شباط على سجن الحوت في منطقة التاجي شمال بغداد حيث انفجرت سيارة مفخخة يقودها انتحاري استهدفت نقطة تفتيش للجيش العراقي على محيط السجن ادت إلى مقتل واصابة أكثر من 21 شخص من مدنيين وجنود واعقب هذا الانفجار اطلاق نار كثيف على محيط السجن من قبل المسلحين تبعها مواجهات مباشرة مع افراد حماية السجن واشارت انباء متفرقة إلى قيام المسلحين بحرق سيارات تابعة إلى قوات سوات أو الفرقة الذهبية واعلنت وزارة العدل العراقية عن احباط محاولة تهريب السجناء من قبل الجماعات المسلحة